# Блокада українського флоту в Донузлаві
Блокада українського флоту в Донузлаві тривала з 3 по 27 березня 2014 року. Почалася з блокування виходу з Донузлава ракетним крейсером «Москва», а згодом була пов'язана із затопленням російською стороною великого протичовнового корабля «Очаков» з метою недопущення виходу українського флоту в Одесу. У підсумку в Донузлаві було заблоковано 13 українських кораблів. Блокада закінчилася з встановленням контролю над останнім кораблем під українським прапором у Криму — «Черкасами».

## Військова база
У 1961 році був проритий 200-метровий канал, який зробив з озера Донузлав затоку. З тих пір розвиток даного регіону був пов'язаний з Кримською військово-морською базою. Після поділу Чорноморського флоту база перейшла під контроль України. Була утворена Південна військово-морська база України. На території Донузлава неодноразово проходили спільні навчання НАТО і України «Сі Бриз», що викликало несхвалення з боку Росії, а також проросійських і лівих сил півострова.
На момент початку блокади в селищі Новоозерне знаходилися наступні військові об'єкти і з'єднання ВМС України: 257 об'єднаний склад озброєння та майна (в/ч А4290), морський розвідувальний пункт (в/ч А3343), Південна військово-морська база України (в/ч А2506) і 21 район берегової системи спостереження (в/ч А4249). Також в районі Донузлава в селищі Мирний розташовується покинута авіабаза протичовнової авіації.
- Штаб Південної військово-морської бази України. 2009.
- Причал Південної військово-морської база України. 2008.

Станом на березень 2014 року в Новоозерному базувалися кораблі 5 бригади надводних кораблів ВМС України:
- корвет «Вінниця» (U206);
- морський тральщик «Чернігів» (U310);
- морський тральщик «Черкаси» (U311);
- рейдовий тральщик «Генічеськ» (U360);
- середній десантний корабель «Кіровоград» (U401);
- великий десантний корабель «Костянтин Ольшанський» (U402);
- транспорт «Горловка» (U753);
- протидиверсійний катер «Феодосія» (U240);
- катер-торпедолов «Херсон» (U891);
- катер «Добропілля» (U854).

У складі 8 окремого дивізіону суден забезпечення знаходилися:
- протипожежний катер «Євпаторія» (U728);
- морський буксир «Ковель» (U831);
- буксирний катер «Новоозерне» (U942).

- Десантний корабель «Костянтин Ольшанський» під час навчань в Донузлаві. 2009.
- Морський тральщик «Чернігів» у Донузлаві. 2008.
- Морський тральщик «Черкаси» під час навчань у Донузлаві. 2009.

## Передісторія

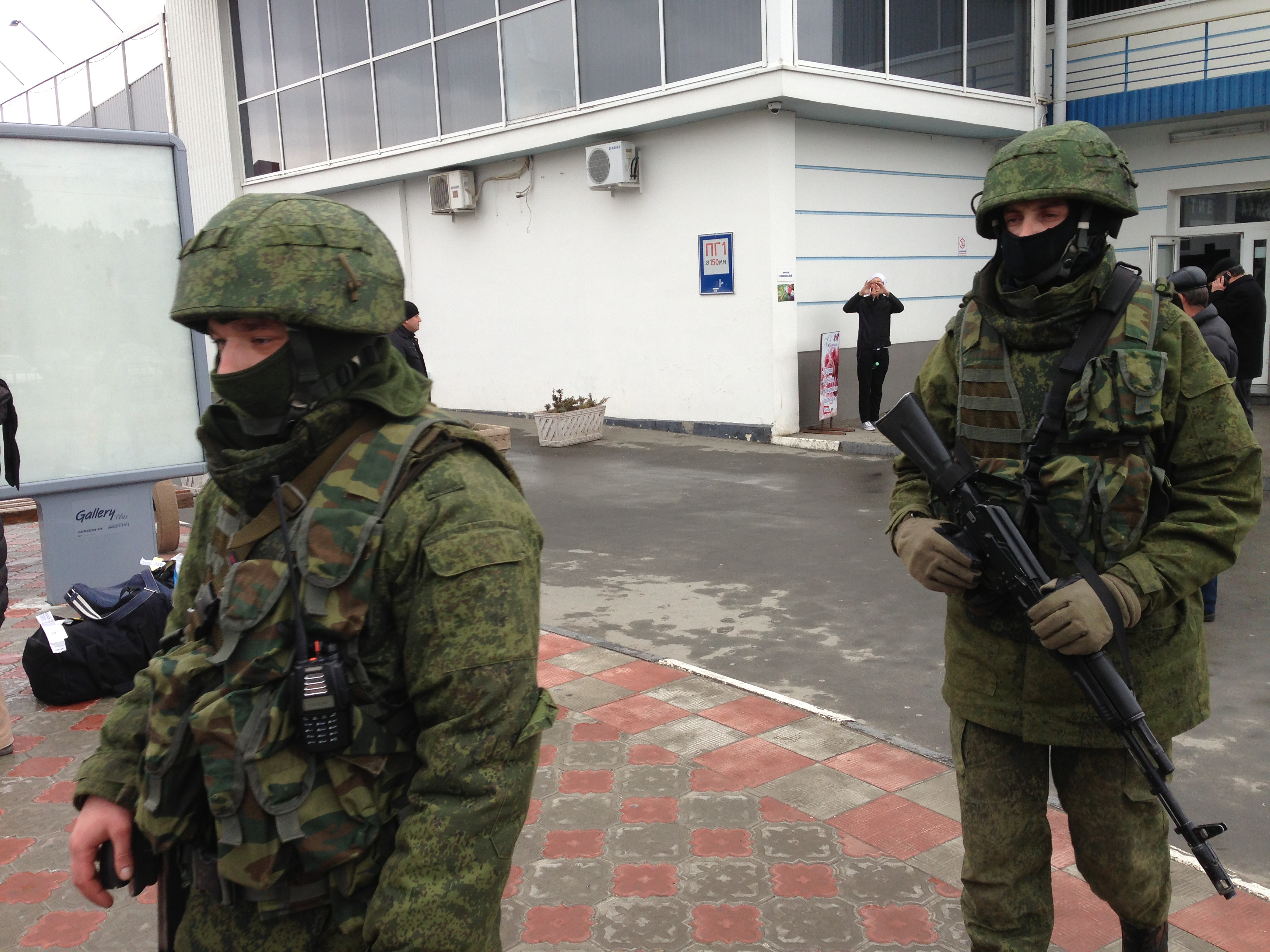
Російські військові з АК74 у формі без розпізнавальних знаків патрулюють сімферопольський аеропорт 28 лютого 2014

З 23 по 27 лютого була здійснена зміна виконавчих органів влади Севастополя та Автономної Республіки Крим. Нова кримська влада заявила про нелегітимність влади України і звернулася за допомогою до керівництва Росії, яке надало їй підтримку.
Починаючи з 27 лютого на території Криму розгортаються дії численних збройних формувань — з одного боку, це загони самооборони з місцевих жителів, «беркутівців», козаків і представників різних російських громадських організацій, які прибули до Криму з власної ініціативи для «захисту співвітчизників»; з іншого боку — групи добре озброєних і екіпірованих людей у військовій формі без розпізнавальних знаків. Аж до закінчення кримських подій ці формування забезпечували контроль над стратегічними об'єктами та місцевими органами влади, їх охорону і функціонування, блокували українські військові об'єкти, військові частини і штаби. Українські та західні ЗМІ, українська влада і керівництво західних держав з перших же днів з упевненістю говорили про те, що мова йде про дії підрозділів російських військ, кваліфікуючи це як агресію, військове вторгнення і окупацію. Російські офіційні особи аж до квітня 2014 відмовлялися це визнавати публічно.
1 березня, отримавши звернення від уряду Криму і Віктора Януковича, президент Росії Володимир Путін вніс до Ради Федерації звернення про використання російських військ на території України. Того ж дня Рада Федерації, зібравшись на позачергове засідання, дала згоду на використання російських військ в Україні.
Також, 1 березня 2014 року указом в. о. президента України Олександра Турчинова Денис Березовський призначений командувачем Військово-морськими силами України. Наступного дня контр-адмірал склав присягу новому керівництву Криму й призначений командувачем ВМС Криму. Цього ж дня він був відсторонений від займаної посади рішенням в. о. міністра оборони України Ігоря Тенюха і указом в. о. президента України. Замість Березовського командувачем був призначений Сергій Гайдук.

## Хід подій
За словами міністра оборони України Ігоря Тенюха, у флоту на той момент умовно боєздатними залишилося лише чотири кораблі, в тому числі великий десантний корабель «Костянтин Ольшанський», що базувався в Донузлаві. Відповідаючи на питання, чому українські кораблі не були виведені з Криму в кінці лютого 2014 року, Тенюх звинуватив головнокомандувача Збройними силами України Юрія Іл'їна, який, за його словами, не віддав відповідний наказ. Проте сам Іл'їн звинуватив Тенюха у відсутності такого наказу.
2 березня 2014 року в селище Новоозерне прибуло чотири КамАЗи з озброєними людьми. 3 березня з'явилася інформація про блокування Південної військово-морської бази України військовослужбовцями Російської Федерації. 200-метровий вихід із затоки Донузлав блокував флагман Чорноморського флоту Росії ракетний крейсер «Москва» у супроводі 4 кораблів забезпечення. На суші українську частину блокували близько 100 військовослужбовців Росії. Тоді ж, кораблі ВМС України отримали наказ знятися з причалу і розосередитися по Донузлаву.
Командувач ЧФ РФ Олександр Вітко особисто приходив на переговори з командуванням частини, під час яких пропонував здатися і дати присягу кримському народу, але йому було відмовлено. Відмовлено було і у виконанні наказу Дениса Березовського — кораблям відійти до причалу і здати зброю на склади. Вранці 4 березня прем'єр-міністр Криму Сергій Аксьонов заявив, що особовий склад українських військових частин готовий підкоритися новому уряду Криму і що стосовно командирів, які відмовляються виконувати його накази, будуть порушені кримінальні справи.

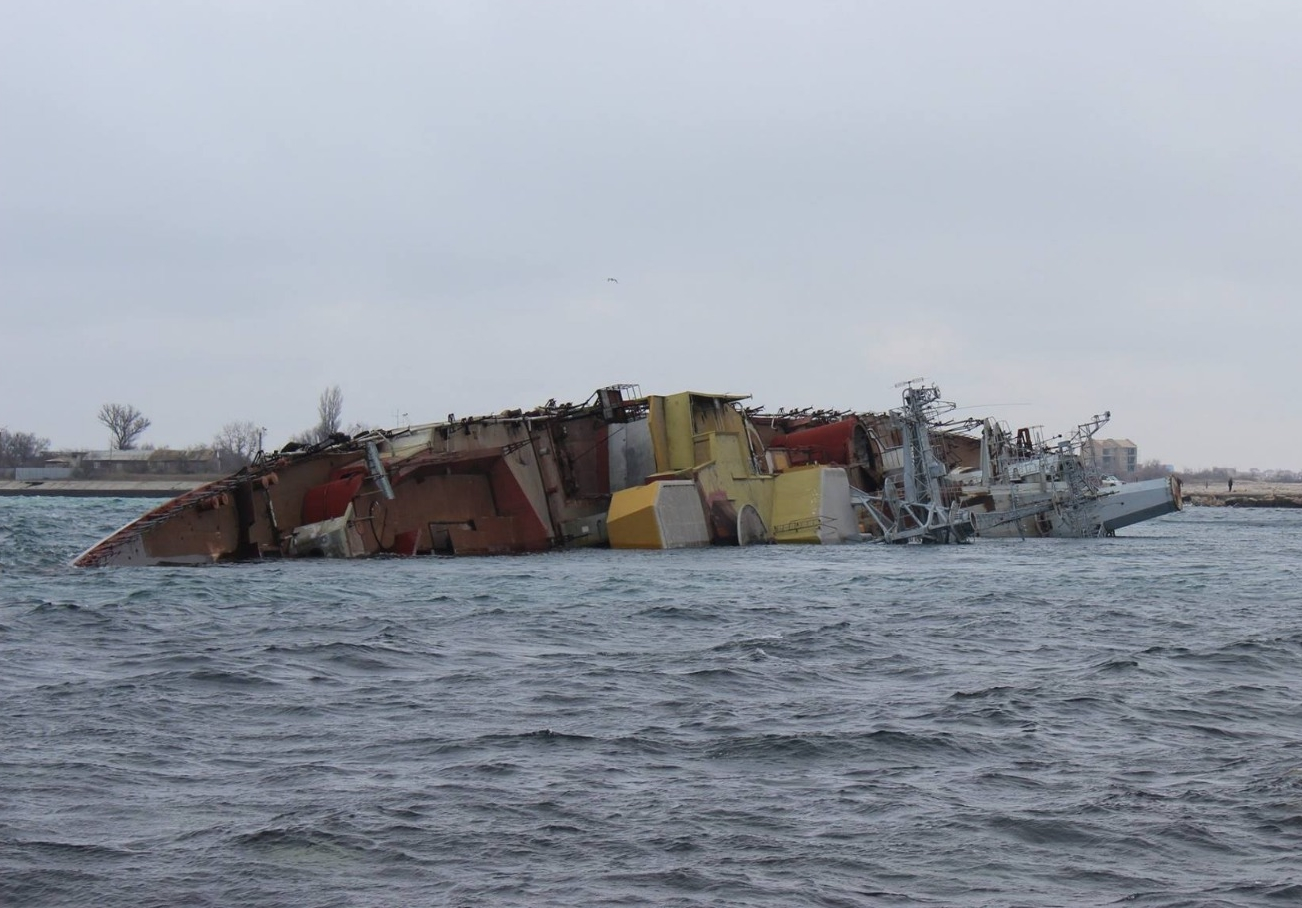
Затоплений корабль «Очаков»

4 березня озброєні люди без розпізнавальних знаків почали копати окопи поблизу причалу. 5 березня вихід з Донузлава блокували кораблі СФП-183, «Москва», «Штиль» і «Блискавка». З метою недопущення виходу українських кораблів до Одеси в ніч з 5 на 6 березня 2014 року на виході з Донузлава були затоплені (див. брандер) списаний великий протичовновий корабель «Очаков» (довжина близько 180 метрів) та рятувальне буксирне судно «Шахтар», що належали РФ. «Очаков» ліг на борт, заблокувавши вихід із затоки. На затоплення «Очакова» пішло близько 80 хвилин.
У зв'язку з блокадою українських кораблів у Донузлаві Міністерство закордонних справ України висловило рішучий протест Російській Федерації. 7 березня був затоплений пожежний катер БМ-416, водотоннажністю 30-40 тонн.
13 березня з'явилася інформація про затоплення четвертого корабля на виході із затоки, після чого Міністерство закордонних справ України передало вербальну ноту Росії у зв'язку із затопленням кораблів у Донузлаві і загрозою екологічній безпеці в Чорному морі. Директор департаменту інформаційної політики МЗС України Євген Перебийніс заявив, що вся відповідальність за завдану шкоду морському середовищу та природним ресурсам покладається на російську сторону.
Також 13 березня до розташування Південної військово-морської бази України було доставлено продовольство в розмірі близько 25 тонн, зібране фермерами з Рівненської області. Командир бази Володимир Догонов сказав, що допомоги для їх бази здійснюється багато, і тому поділився із сусідніми військовими частинами. Через Червоний хрест допомогу передавали жителі Кіровограда та Новомиргорода. Командир тральщика «Черкаси» Юрій Федаш говорив, що допомогу також надавали кримські татари з довколишніх сіл Медведеве і Кіровське.
Після референдуму про статус Криму 16 березня моряки просили від керівництва України чіткого плану подальших дій по евакуації з Донузлава військовослужбовців та членів їх сімей. Однак виконувач обов'язків Президента України Олександр Турчинов заявив, що Міністерство оборони і Генеральний штаб віддає накази щодо захисту своїх кораблів. Також Турчинов підкреслив необхідність вистояти і не допустити подальшого вторгнення Росії в Україну.
Депутат Державної Думи Росії і колишній командувач Чорноморським флотом Володимир Комоєдов заявив, що українські судна, які перебувають на території Криму, після референдуму стануть російськими.
19 березня 2014 року штаб Південної військово-морської бази України перейшов під контроль РФ. Ворота штабу біля контрольно-пропускного пункту були знесені бульдозером. Російські військові цивільними автомобілями заблокували виїзд з парку автомобільної техніки. Після цього кораблі «Вінниця», «Костянтин Ольшанський», «Кіровоград», «Черкаси» та «Чернігів» вийшли на середину Донузлава з метою запобігання захоплення. 20 березня, командир 5 бригади надводних кораблів ВМС України Віталій Звягінцев, який перейшов на бік Росії, наказав усім кораблям причалити до берега.
21 березня на березі були розгорнуті три кулеметні точки, причал був зайнятий російськими військовими. Того ж дня кораблі «Кіровоград», «Феодосія» і «Чернігів» підійшли до причалу і здалися. Командир «Кіровграда» капітан ІІІ рангу Володимир Хромченков увечері зателефонував у прямий ефір передачі Шустер Live і розповів про те, що кораблі чекають адекватного наказу про їх подальшу долю, додавши, що керівництво з ним не зв'язується. Наступного дня з командиром зв'язався в. о. керівника Адміністрації Президента Сергій Пашинський.
Пізніше командир «Кіровограда» Володимир Хромченков, командир «Феодосії» О. Білий і командир «Чернігова» Борис Палій перейшли на бік Росії.
21 березня тральщик «Черкас» зробив першу спробу прорватися з Донузлава. «Черкаси» зачепили швартовими тросами один із затоплених кораблів і спробували відтягнути його. Операція тривала близько двох годин, проте тральщику через брак потужності це не вдалося. Командир корабля Юрій Федаш запитував допомоги у тральщика «Чернігів», проте йому було відмовлено. У цей день з «Черкас» зійшло два офіцери, один мічман і дев'ять чоловік особового складу. Натомість на борт піднялися троє моряків з тральщика «Чернігів».
22 березня корвет «Вінниця» в результаті штурму підняв Андріївський прапор, а командир Сергій Заугольніков у підсумку перейшов на бік Росії. Того ж дня, Сергій Гайдук заявив, що запасів продовольства на кораблях, які знаходяться в Донузлаві залишилося на 10 діб. 23 березня рейдовий тральщик «Генічеськ» здійснив спробу виходу з Донузлава, однак був заблокований буксиром Чорноморського флоту Росії. Цього ж дня командир тральщика «Черкаси» Юрій Федаш повідомив, що у нього зберігається зв'язок із командуванням.
У ніч на 24 березня було затоплено малогабаритне судно. Пізніше, «Костянтин Ольшанський» використовував димові завіси, проте все одно був захоплений з баркаса U8301, як і тральщик «Генічеськ». Капітан «Костянтина Ольшанського» Дмитро Коваленко заявив, що питання затоплення судна не розглядалося. На момент захоплення корабля із 120 осіб екіпажу залишилося 21. За весь час з «Костянтина Ольшанського» було викинуто близько 400 гранат. МЗС України назвав захоплення кораблів Росією — піратством.
Тральщик «Черкаси» зробив спробу виходу з Донузлава, пройшовши між двох затоплених кораблів. У підсумку тральщику перегородило шлях буксирне судно, з якого робилися спроби висадитися на борт. За словами Федаша він розглядав варіант захоплення цього судна, проте керівництво в Києві йому відмовило. Також він говорив, що з метою запобігання захопленню судна вони стріляли по воді і застосовували гранати РГ-42. Також 24 березня в. о. президента України Олександр Турчинов повідомив, що Міністерству оборони було дано доручення вивести військові підрозділи з Криму..
25 березня навколо тральщика «Черкаси» скоїв обхід невідомий катер. 26 березня останній український корабель у Криму — тральщик «Черкаси» був захоплений за допомогою двох вертольотів Мі-35 і трьох катерів. Корабель маневрував упродовж декількох годин, однак все одно був захоплений з використанням вогнепальної зброї та світло-шумових гранат. За словами Федаша в захопленні «Черкас» брав участь тамбовський спецназ.
Під час штурму постраждалих не було, однак були пошкоджені механізми управління. У підсумку буксир «Ковель» відтягнув «Черкаси» до причалу. Наступного дня екіпаж зійшов на берег і вирушив на материкову Україну, останнім з корабля зійшов командир Юрій Федаш, після чого з тральщика була прибрана українська символіка.

## Повернення кораблів
Після захоплення українських кораблів Олександр Турчинов дав доручення міністру оборони України Михайлу Ковалю про те, що «в полоні не повинно залишитися жодного військового корабля». 19 квітня 2014 року кораблі «Кіровоград», «Вінниця», «Херсон», «Ковель», «Горлівка» і «Новоозерне» були повернуті Україні і передислокувались до Одеси. Передача відбулася в нейтральних водах, куди кораблі відбуксирувала російська сторона, після чого на суднах були знову підняті українські прапори. У травні Україні був переданий тральщик «Генічеськ» і пасажирський катер «Добропілля».
Станом на червень 2015 року кораблі «Чернігів», «Черкаси» та «Костянтин Ольшанський» не повернуто Україні.

## Підйом затоплених кораблів

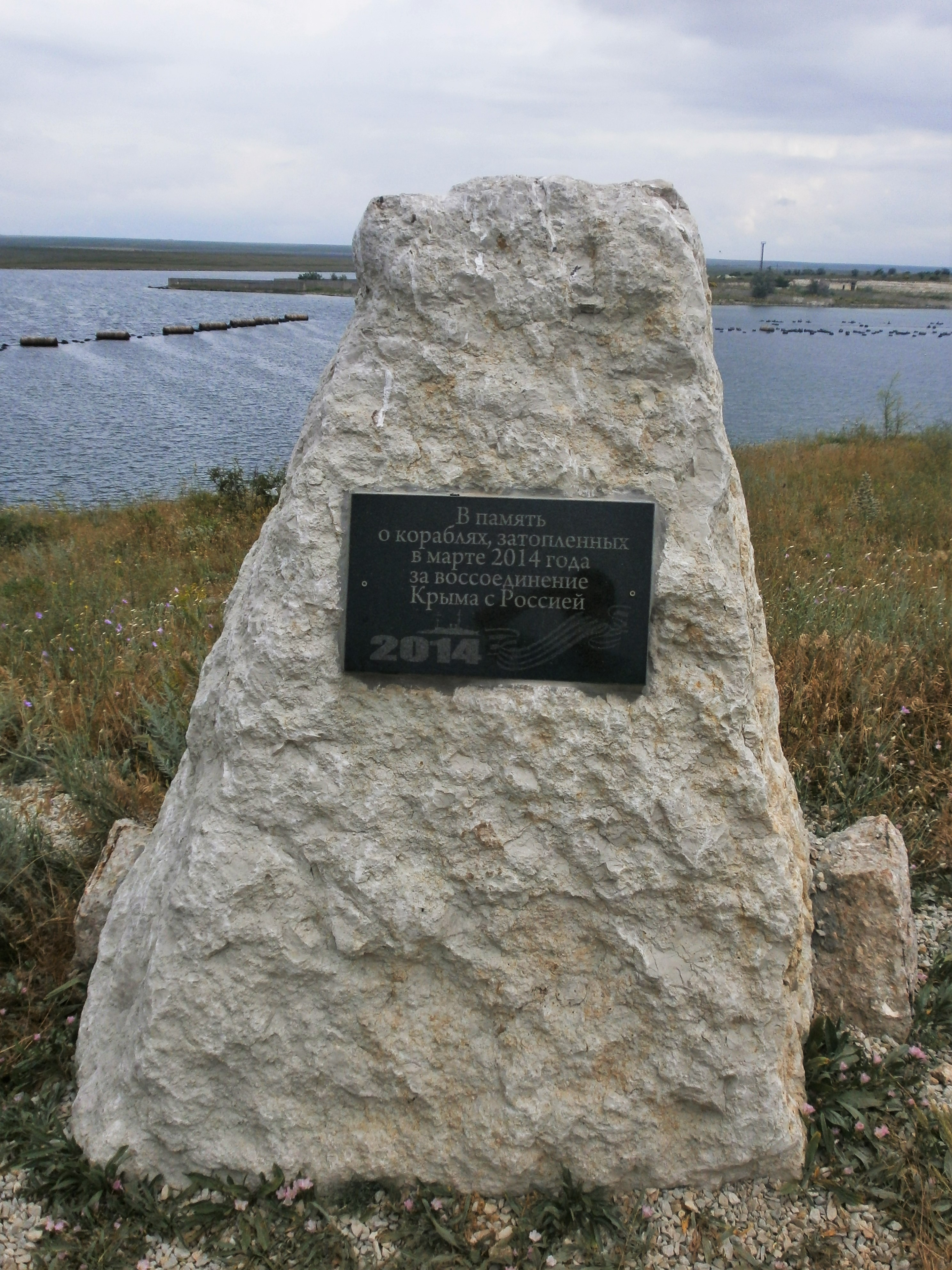
Пам'ятний знак затопленим кораблям у Новоозерному

У квітні 2014 року Науково-дослідний інститут (рятування та підводних технологій) розробив проект підйому затопленого «Очакова». Над підйомом корабля працювало близько 100 фахівців: військовослужбовці кораблів суднопіднімального загону, водолази аварійно-рятувального загону, фахівці 13 судноремонтного заводу Чорноморського флоту РФ та підприємства «Севзапканат».
Подібної масштабної операції з підйому кораблів у Криму не проводилося близько 20 років. Водолази працювали щодня у три зміни. Для підйому було підготовлено 23 тонни канатів, використовувався 100-тонний кран. У підсумку в жовтні 2014 року «Очаков» було піднято і доставлено в Інкерман для утилізації.

## Пам'ять

### Російська сторона
8 серпня 2014 року в Новоозерному голова Державної Ради Республіки Крим Володимир Константинов відкрив пам'ятний знак затопленим кораблям, які блокували вихід кораблям Військово-морських сил України. На меморіальній дошці написано: В пам'ять про кораблі, які були затоплені в березні 2014 року за возз'єднання Криму з Росією.

### Українська сторона

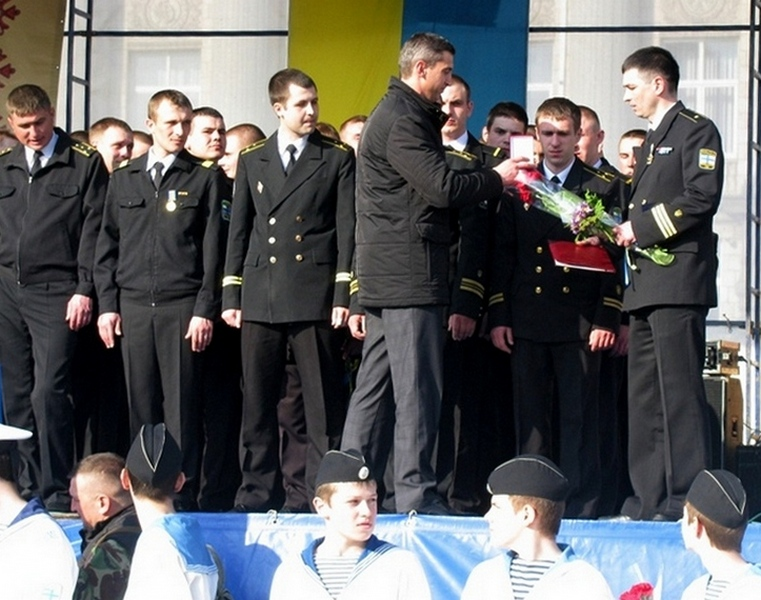
Відзначення екіпажу корабля «Черкаси»

27 березня 2014 року командиру тральщика «Черкаси» Юрію Федашу було присвоєно звання почесного громадянина міста Черкас, а 24 серпня вручений Орден Данила Галицького. 4 квітня відбулося вітання екіпажу тральщика «Черкас» у центрі однойменного міста, де їх вітали як героїв.
У квітні 2014 року рок-гурт «Ляпис Трубецкой» запросив моряків «Костянтина Ольшанського» на свій концерт в Одесі і назвав українських моряків у Донузлаві героями. Також вони відзначили відеоролик, який був знятий на кораблі, де моряки виконують пісню «Воины света». Однак помилково вважається, що ролик був знятий на тральщику «Черкаси». 6 квітня 2014 року перед матчем київського «Динамо» та харківського «Металіста» в рамках чемпіонату України на поле стадіону «Олімпійський» були запрошені моряки з «Кіровограда», яких зустрічали як героїв.
24 серпня 2014 року під час військового параду з нагоди Дня незалежності України Президент України Петро Порошенко заявив: «Україна ніколи не забуде дій екіпажу тральщика „Черкаси“, який до останнього маневрував і захищав свій корабель в бухті Донузлав».

### Сюжети
- ЧФ РФ блокує вихід українських кораблів у Чорне море на YouTube
- Россияне затопили старый корабль у входа в бухту Донузлав на YouTube
- Как взрывали катер в Донузлаве: видео очевидцев на YouTube
- Міноборони оприлюднило відео вибуху російського катеру на Донузлаві на YouTube
- Російські військові з трактором увірвались на територію ВМС у Новоозерному на YouTube
- «Черкассы» продолжает отражать атаки оккупантов на YouTube
- Российские военные штурмуют тральщик «Черкассы» на YouTube
- За «Черкассы» не стыдно! на YouTube
- Моряки із тральщика «Черкаси» про росіян, зрадників і свою подальшу долю на YouTube
- Корабель «Черкаси»: історії українських солдат в Криму на YouTube
- Нескорені. Мінний тральщик "Черкаси" БУДЕМО ЖИТИ ІІ сезон 10 програма на YouTube